# NGC 5858
NGC 5858 este o galaxie eliptică situată în constelația Balanța. A fost descoperită în 14 mai 1882 de către Edward S. Holden⁠(d). Se află la o distanță de 31,85 de megaparseci de Pământ.